# ИНТОСАЙ
ИНТОСАЙ, на лат. INTOSAI е международна организация на върховните одитни институции (ВОИ), съответно сметни палати. Тя обединява държавните органи на страните, извършващи държавен одит.
ИНТОСАЙ е основана през 1953 г. на учредително събрание в Хавана, Куба. През 2005 г. в международната организация членуват 170 сметни палати на страните по света.
ИНТОСАЙ е институцията осъществяваща външен одит на Организацията на обединените нации. Върховен орган на ИНТОСАЙ е международният ѝ конгрес на върховните одитни институции на членовете ѝ, провеждащ се веднъж на 3 години. Седалището на организацията е във Виена, а официалните ѝ езици са 5 – английски, френски, немски, испански и арабски.

## Регионални организации към ИНТОСАЙ
- AFROSAI – Африканска организация на върховните одитни институции;
- ARABOSAI – Арабска организация на върховните одитни институции;
- ASOSAI – Азиатска организация на върховните одитни институции;
- CAROSAI - Карибска организация на върховните одитни институции;
- ЕВРОСАЙ – Европейската организация на върховните одитни институции;
- OLAC – организация на страните от Латинска Америка и Карибския басейн имащи Сметни палати със съдебни функции от латински тип;
- PASAI – Тихоокеанска организация на върховните одитни институции.